# Утакмице фудбалске репрезентације Мађарске 2014.
| Домаћин | Гост |

Фудбалска репрезентација Мађарске је током 2014 . године одиграла девет званичних утакмица. Први меч у години био је пријатељски сусрет са Финском 5. марта, који је завршен поразом од 1 : 2, а био је то и дебитантски меч новог савезног селектора репрезентације Атиле Пинтера. После пораза од Северне Ирске у квалификацијама за Европско првенство 2016, Пал Дардаи је преузео руковођење репрезентацијом. Репрезентација је победила у две од остале три европске квалификационе утакмице и једну ремизирала. Година је завршена домаћом пријатељском утакмицом против Русије.

## Утакмице
Победа
  Нерешено
  Пораз
| Мађарска   | 1 : 2    | Финска                                    |
| ---------- | -------- | ----------------------------------------- |
| Рудолф 13’ | Извештај | 74’ Похјанпало · 84’ (пен.) Р. Јерјоменко |

| Мађарска              | 2 : 2    | Данска                    |
| --------------------- | -------- | ------------------------- |
| Џуџак 25’ · Варга 69’ | Извештај | 56’ Ериксен · 72’ Л. Шене |

| Мађарска           | 1 : 0    | Албанија |
| ------------------ | -------- | -------- |
| Пришкин 82’ (пен.) | Извештај |          |

| Мађарска                                       | 3 : 0    | Казахстан |
| ---------------------------------------------- | -------- | --------- |
| Пришкин 26’ · Варга 63’ · К. Енгел 90+1’ (аг.) | Извештај |           |

| Мађарска    | 1 : 2    | Северна Ирска                  |
| ----------- | -------- | ------------------------------ |
| Пришкин 75’ | Извештај | 81’ Н. Мекгин · 88’ К. Лаферти |

| Румунија       | 1 : 1    | Мађарска  |
| -------------- | -------- | --------- |
| Р. Русеску 45’ | Извештај | 82’ Џуџак |

| Фарска Острва | 0 : 1    | Мађарска  |
| ------------- | -------- | --------- |
|               | Извештај | 21’ Салаи |

| Мађарска | 1 : 0    | Финска |
| -------- | -------- | ------ |
| Гера 84’ | Извештај |        |

| Мађарска    | 1 : 2    | Русија                       |
| ----------- | -------- | ---------------------------- |
| Николић 86’ | Извештај | 49’ Игнашевич · 80’ Кержаков |

| Претходна година: 2013. | Утакмице фудбалске репрезентације Мађарске 2014. | Наредна година: 2015. |

## Голгетери у 2014.
| - Гергељ Рудолф - Балаж Џуџак - Тамаш Пришкин - Адам Салаи - Золтан Гера - Немања Николић |

## Статистика
Статистика званичних утакмица које је фудбалска репрезентација Мађарске одиграла у 2014. години организована на основу различитих аспеката. Проценат учинка се рачуна на основу система од два поена (2 бода за победу, 1 бод за реми, 0 поена за пораз).

### Све утакмице
| Све утакмице | Победа | Нерешено | Пораз | Голова дато | Голова примљено | Гол разлика | Перформансе (%) |
| ------------ | ------ | -------- | ----- | ----------- | --------------- | ----------- | --------------- |
| 9            | 4      | 2        | 3     | 12          | 9               | +3          | 55,55           |

### По локацији
У овој ранг листи, место одигравања дате утакмице је основа. Утакмице у оквиру олимпијских игара, као и утакмице Светског и Европског првенства, али само оне које се играју на територији града или земље домаћина, као и пријатељске утакмице које нису одржане на територији држава супротстављених страна, сматрају се „неутралним“.
|           | Све утакмице | Победа | Нерешено | Пораз | Голова дато | Голова примљено | Гол разлика | Перформансе (%) |
| --------- | ------------ | ------ | -------- | ----- | ----------- | --------------- | ----------- | --------------- |
| Домаћин   | 7            | 3      | 1        | 3     | 10          | 8               | +2          | 50,00           |
| Гост      | 2            | 1      | 1        | 0     | 2           | 1               | +1          | 75,00           |
| Неутрално | —            | —      | —        | —     | —           | —               | —           | —               |

### Врста утакмице
|             | Све утакмице | Победа | Нерешено | Пораз | Голова дато | Голова примљено | Гол разлика | Перформансе (%) |
| ----------- | ------------ | ------ | -------- | ----- | ----------- | --------------- | ----------- | --------------- |
| Пријатељска | 5            | 2      | 1        | 2     | 8           | 6               | +2          | 50,00           |
| Такмичарска | 4            | 2      | 1        | 1     | 4           | 3               | +1          | 62,50           |

## Белешка
1. ↑  Деби Марка Футача (Диошђер) за Мађарску
2. ↑  Деби Сакари Матила за Финску
3. ↑  Деби Петера Гулачија (Ред Бул Салцбург), Михаља Корхута (Дебрецен), Јаноша Сабоа (Пакш), Адама Ланга (Ђер) и Роланда Варге (Ђер) за Мађарску
4. ↑  Деби Јакоба Алхмана за Данску
5. ↑  Деби Балинта Вечеиа (Хонвед), Даниела Роже (Халадаш), Тибора Хефлера (Пакш) и Предрага Бошњака (Халадаш) за Мађарску
6. ↑  Деби Балажа Балога (Ујпешт) за Мађарску
7. ↑  Деби Ђуле Фороа (Ујпешт) за Мађарску
8. ↑  Деби Патрика Поора (МТК) и Адама Шимона (Видеотон) за Мађарску

## Извори и спољашње везе
- eu-football (2014)
- Утакмице репрезентације Мађарске (2014)
- Утакмице репрезентације Мађарске (Све године)
- Válogatott: Pintér Attila és csapata Finnország ellen mutatkozik be – NSO.hu
- „European Qualifiers Fixture List” (PDF). uefa.com. 2014-02-23. Приступљено 2014-02-24.